# Стефанишин-Пайпер, Хайдемари
Хайдема́ри Ма́рта Стефани́шин-Па́йпер (англ. Heidemarie Martha Stefanyshyn-Piper; род. 7 февраля 1963, Сент-Пол, штат Миннесота, США) — американская женщина-астронавт. Совершила два космических полёта продолжительностью 27 суток 15 часов 36 минут и 2 секунды, выполнила пять выходов в открытый космос общей продолжительностью 33 часа 42 минуты. По состоянию на 2017 год она занимает 39-е место в постоянном списке выходцев в открытый космос по продолжительности.

## Ранние годы и образование
Стефанишин-Пайпер родилась в городе Сент-Пол, штат Миннесота, в семье украинско-немецкого происхождения. Ее отец, Михаил (Михайло) Стефанишин, родился в Галиции и был отправлен на работу в Германию во время Второй мировой войны. После окончания войны он женился на немке, и они оба иммигрировали в США. Мать — Адельхейд Стефанишин, жила в Сент-Поле до своей смерти в 2018 году.  Стефанишин-Пайпер выросла в украинской культурной среде Миннеаполис-Сент-Пол, является членом «Пласта» — украинской скаутской организации и говорит на украинском языке.
В 1980 году окончила среднюю школу (англ. Cretin-Derham Hall High School) в городе Сент-Пол (штат Миннесота) и имеет степени бакалавра наук (1984) и магистра наук (1985) в области машиностроения Массачусетского технологического института.

## Военная карьера
В 1985 году после заключения контракта с ВМС США была отправлена в Панама-сити (Флорида) для прохождения подготовки в Учебном центре водолазных и спасательных операций (англ. Naval Diving and Salvage Training Center).
После окончания учебного центра, получив две специализации офицера-водолаза и офицера-спасателя, отправилась служить на корабль USS Grapple (ARS-53).
Хайдемари участвовала в разработке плана по подъёму подводной лодки перуанских ВМС BAP Pacocha (SS-48), которая затонула в результате столкновения с японским траулером в августе 1988 года и в работах по снятию с мели танкера EXXON HOUSTON, севшим на мель у острова Оаху в марте 1989 года.
В сентябре 1994 года получила назначение в Командование военно-морских систем ВМС.

## Карьера в НАСА

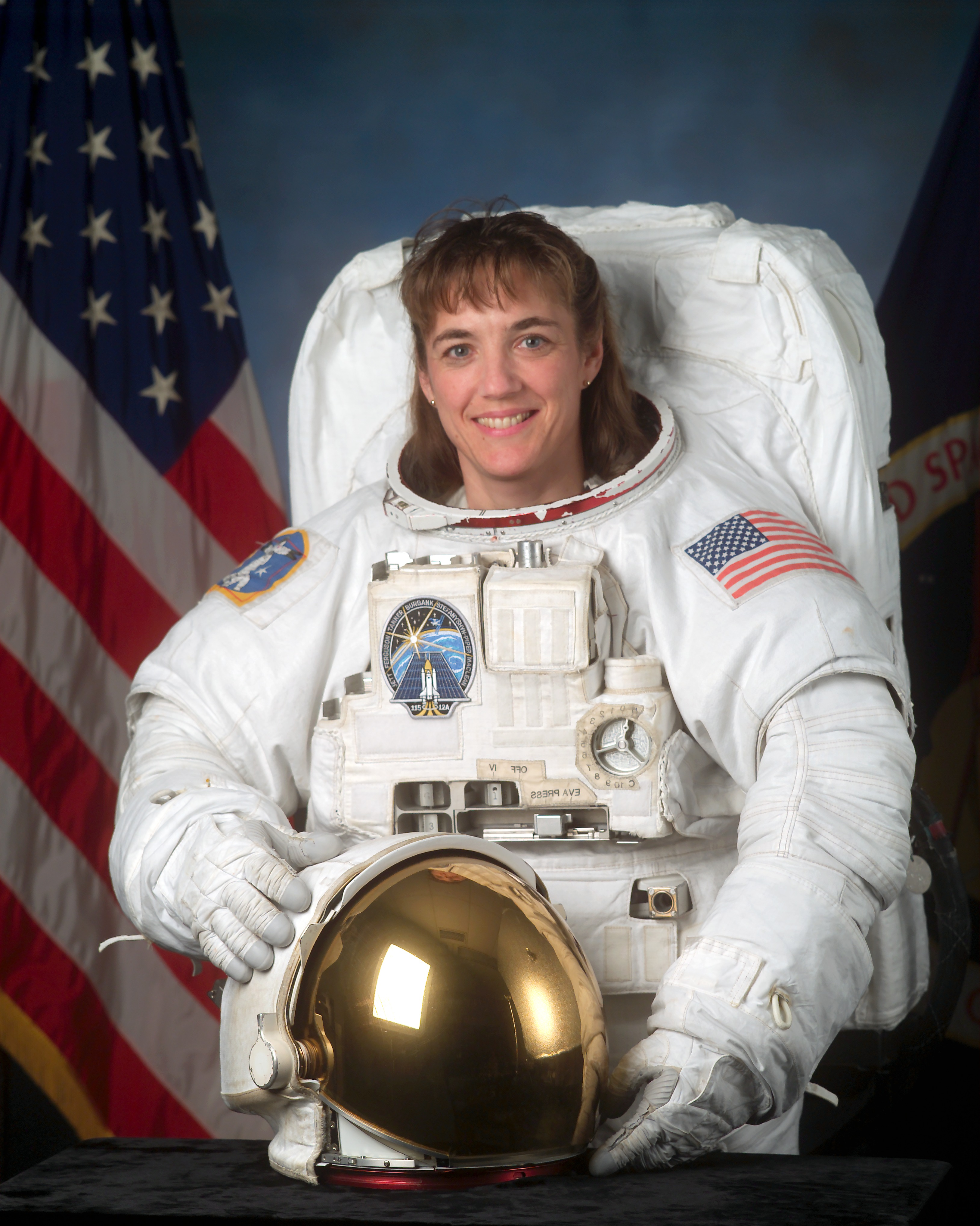
Хайдемари Стефанишин-Пайпер в костюме астронавта (2003)

1 мая 1996 года была зачислена кандидатом в астронавты НАСА 16-го набора. По окончании курса ОКП получила квалификацию специалист полёта.

### Атлантис STS-115
- 27 февраля 2002 года получила назначение в качестве специалиста полёта в экипаж шаттла Атлантис STS-115, старт которого был намечен на весну 2003 года. Однако в связи с гибелью шаттла Колумбия полёт был отложен.
- С 9 сентября по 21 сентября 2006 совершила свой первый космический полёт в качестве специалиста полёта Атлантис STS-115. Стала 445-м человеком и 279-м астронавтом США в космосе. Продолжительность полёта составила 11 суток 19 часов 06 минут 35 секунд. Во время проведения полёта Хайдемари выполнила два выхода в открытый космос вместе с астронавтом Джозефом Таннером:
  - 12 сентября 2006 — были проведены работы по установке на станцию сегментов ферменных конструкций P3 и P4 с солнечными батареями; продолжительность выхода составила 6 часов 26 минут.
  - 15 сентября 2006 — были продолжены работы по вводу в эксплуатацию новых солнечных батарей. Астронавты также демонтировали экспериментальные образцы на внешней поверхности станции, установили новую антенну для передачи телевизионного изображения и демонтировали на сегменте S1 старую, вышедшую из строя, антенну; продолжительность выхода составила 6 часов 42 минуты.

### Индевор STS-126
- 1 октября 2007 года получила назначение в качестве специалиста полёта в экипаж шаттла Индевор STS-126.
- С 15 ноября по 30 ноября 2008 года совершила свой второй космический полёт в качестве специалиста полёта Индевор STS-126. Продолжительность полёта составила 15 суток 20 часов 30 минут 34 секунды. Во время проведения полёта Хайдемари выполнила три выхода в открытый космос, первый и третий — вместе с астронавтом Стивеном Боуэном, второй — вместе с астронавтом Робертом Кимбро; основные работы, проводимые во время выходов, были связаны с обслуживанием узлов вращения SARJ (от англ. Solar Alpha Rotary Joint) основной фермы МКС:
  - 18 ноября 2008 — продолжительность выхода составила 6 часов 52 минуты.
  - 20 ноября 2008 — продолжительность выхода составила 6 часов 45 минут.
  - 22 ноября 2008 — продолжительность выхода составила 6 часов 57 минут.

18 ноября 2008 года Хайдемари Стефанишин-Пайпер потеряла сумку с инструментами, когда астронавты работали в открытом космосе рядом с МКС. По досадной случайности масло из смазочного пистолета испачкало сумку с инструментами Хайдемари и видеокамеру, закрепленную на шлеме скафандра. Пока она чистила видеокамеру, сумка с инструментами, которую она отпустила, улетела в открытый космос. Чтобы закончить работу, Хайдемари пришлось пользоваться инструментами из сумки напарника Стива Боуэна. Содержимое сумки стоило около 100 000 долларов США. Эта сумка была отдельным спутником Земли, за которым следили специалисты NASA и военные, до её схода в атмосферу в августе 2009 года. В NASA отмечают, что сумка — самый крупный предмет, который люди теряли в открытом космосе.

## Уход из НАСА
В июле 2009 года Стефанишин-Пайпер уволилась из Отряда астронавтов НАСА, чтобы вернуться к своим обязанностям на флоте.
Астронавт Стивен Линдси, начальник отдела астронавтов в Космическом центре Джонсона в Хьюстоне, заявил после ее выхода на пенсию: «Хайде была выдающимся астронавтом, внесшим значительный вклад в программы космических шаттлов и космических станций. Выход в открытый космос во время миссии STS-126 привел к восстановлению полной мощности по выработке электроэнергии на Международной космической станции. Мы желаем ей удачи в военно-морском флоте».

## Дальнейшая карьера на флоте
20 мая 2011 года капитан Стефанишин-Пайпер стал командиром дивизии Кардерок Центра надводных боевых действий ВМС в Мэриленде.
1 июля 2015 года Стефанишин-Пайпер уволилась из ВМС США после 30 лет активной службы.

## Награды
- Медаль «За космический полёт»
- Медаль «За исключительные заслуги»
- Орден княгини Ольги III степени (Украина, 1 февраля 2007 года)[10]